# 20 Golden Hits
20 Golden Hits, pubblicata come 20 Exitos De Oro in Spagna e in Sud America, è una compilation dei Beatles pubblicata nel 1979.

## Tracce
Lato A
1. She Loves You (Lennon-McCartney)
2. I Want to Hold Your Hand (Lennon-McCartney)
3. Can't Buy Me Love (Lennon-McCartney)
4. A Hard Day's Night (Lennon-McCartney)
5. Ticket to Ride (Lennon-McCartney)
6. Help! (Lennon-McCartney)
7. Something  (Harrison)
8. We Can Work It Out (Lennon-McCartney)
9. Michelle (Lennon-McCartney)
10. Hey Jude (Lennon-McCartney)

Lato B
1. All You Need Is Love (Lennon-McCartney)
2. Penny Lane (Lennon-McCartney)
3. With a Little Help from My Friends (Lennon-McCartney)
4. Lady Madonna (Lennon-McCartney)
5. Paperback Writer (Lennon-McCartney)
6. Ob-La-Di, Ob-La-Da (Lennon-McCartney)
7. Yesterday (Lennon-McCartney)
8. Get Back (Lennon-McCartney)
9. Here Comes the Sun (Harrison)
10. Let it Be (Lennon-McCartney)[1]

## Formazione

### The Beatles

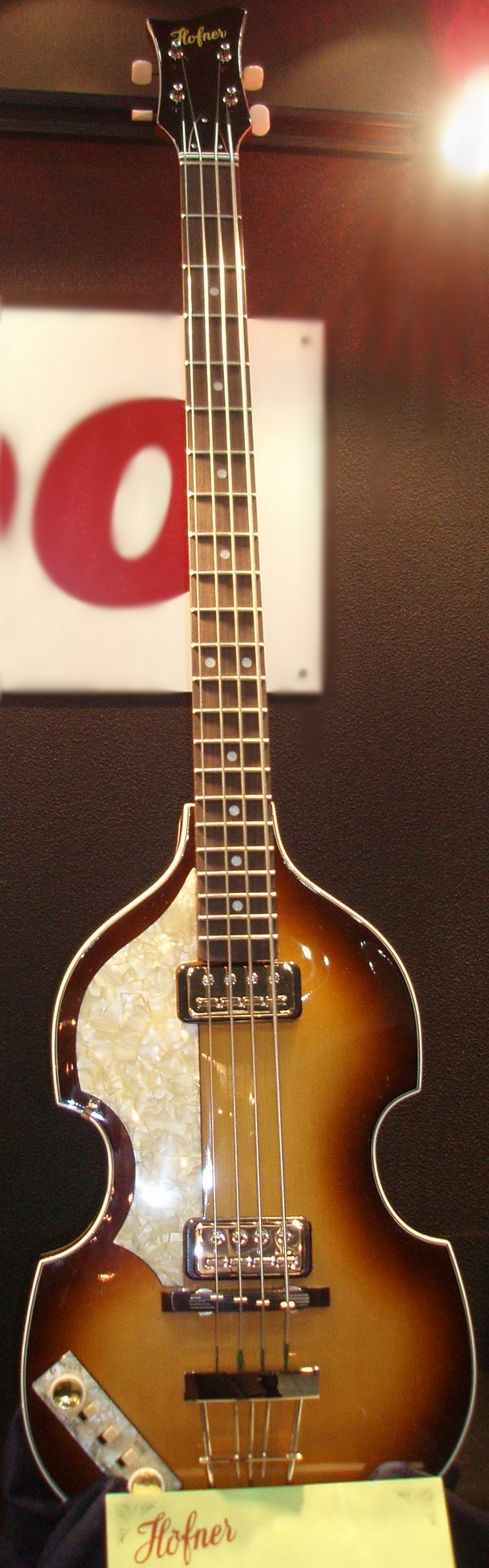
Il modello di basso che McCartney suonava frequentemente

- George Harrison: voce a Something e Here Comes the Sun, cori, chitarra solista, chitarra acustica, basso elettrico a Hey Jude, chitarra ritmica a Ticket to Ride, All You Need Is Love, Michelle e With a Little Help from My Friends, violino a All You Need Is Love, percussioni
- John Lennon: voce a She Loves You, I Want to Hold Your Hand, A Hard Day's Night, Ticket to Ride, Help! e All You Need Is Love, cori, seconda voce a We Can Work It Out, chitarra ritmica, chitarra acustica, tastiere, basso elettrico a Let It Be, percussioni
- Paul McCartney: voce a She Loves You, I Want to Hold Your Hand, Can't Buy Me Love, Michelle, Hey Jude, Penny Lane, Lady Madonna, Paperback Writer, Ob-La-Di, Ob-La-Da, Yesterday, Get Back e Let It Be, cori, seconda voce a A Hard Day's Night, basso elettrico, tastiere, chitarra acustica, chitarra solista a Michelle e Ticket to Ride, effetti sonori a Penny Lane, contrabbasso a All You Need Is Love, percussioni
- Ringo Starr: voce a With a Little Help from My Friends, batteria, percussioni[2]

### Altri musicisti, in aggiunta ai Beatles

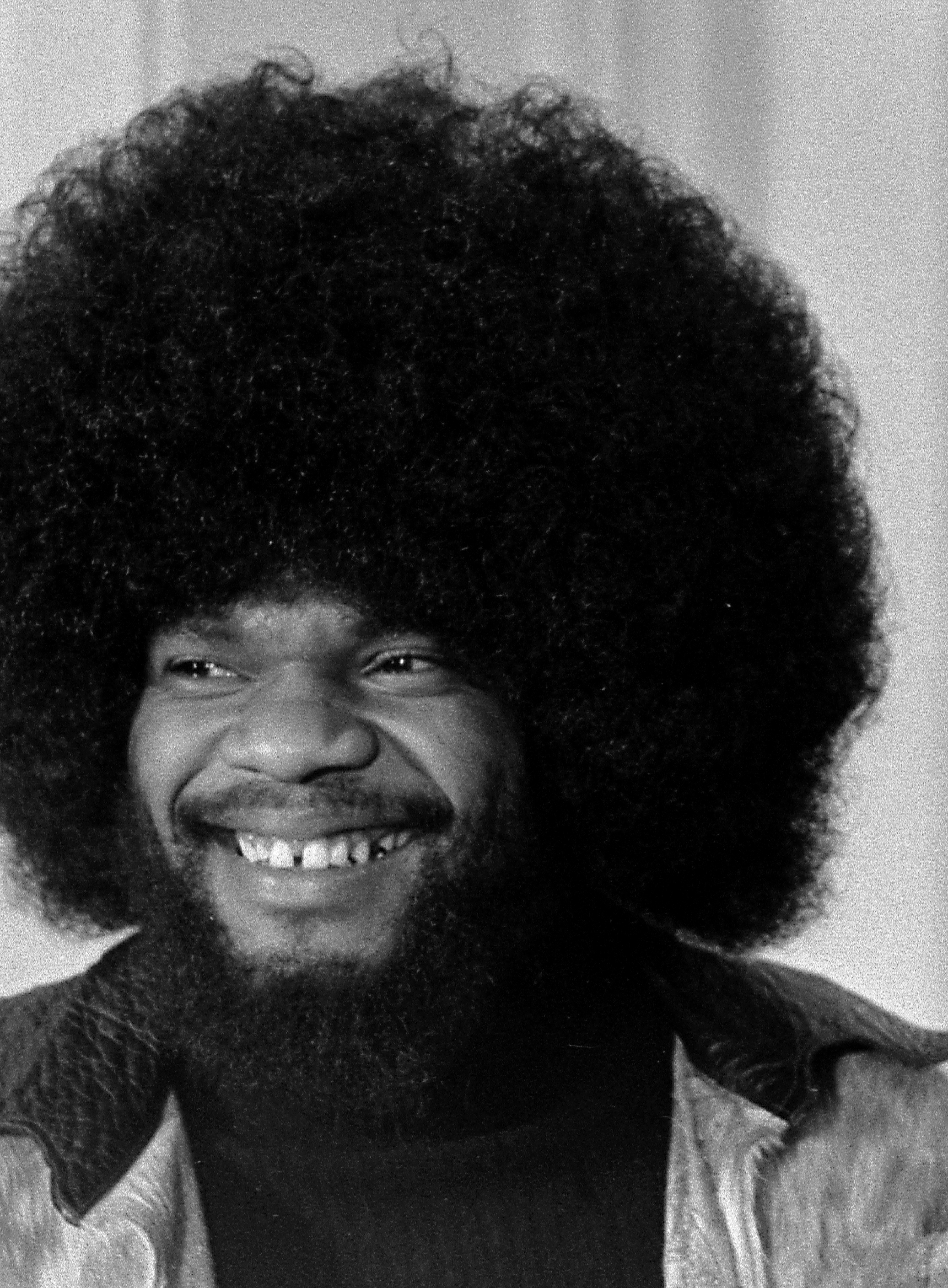
Billy Preston

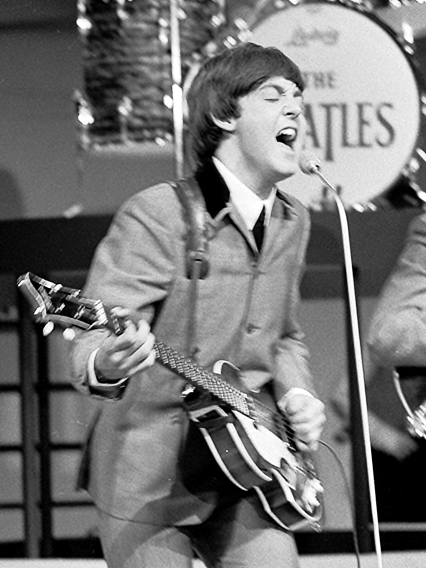
Paul McCartney

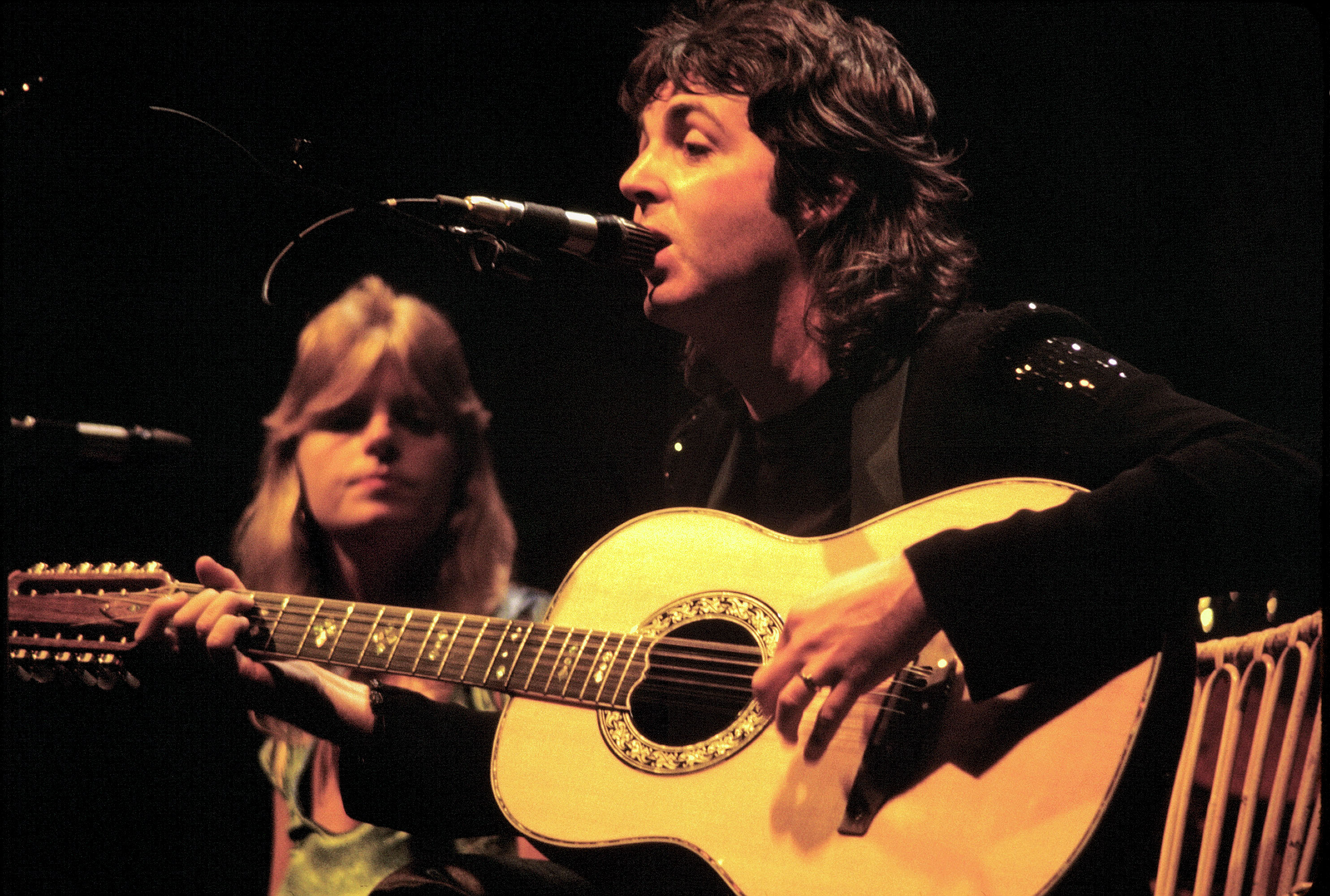
Linda e Paul McCartney negli Anni '70

#### Something
- Musicisti non accreditati: 12 violini, 4 viole, 4 violoncelli, un contrabbasso[3]

#### Hey Jude
- Musicisti non accreditati: 10 violini, 4 trombe, 4 tromboni, 3 viole, 3 violoncelli, 2 contrabbassi, 2 flauti traversi, 2 clarinetti, 2 corni, un clarinetto basso, un fagotto, un controfagotto, una percussione
- Tutti gli orchestrali (eccetto uno): cori, battimani[4]

#### All You Need Is Love
- George Martin: pianoforte
- Sidney Sax: violino
- Patrick Halling: violino
- Eric Bowie: violino
- Jack Holmes: violino
- Rex Morris: sax tenore
- Don Honeywill: sax tenore
- Stanley Woods: tromba
- David Mason: tromba
- Evan Watkins: trombone
- Harry Spain: trombone
- Jack Emblow: fisarmonica
- Mick Jagger: cori
- Keith Richards: cori
- Marianne Faithfull: cori
- Jane Asher: cori
- Mike McCartney: cori
- Pattie Boyd: cori
- Eric Clapton: cori
- Graham Nash: cori
- Keith Moon: cori
- Hunter Davies: cori
- Gary Leeds: cori
- Musicisti non accreditati: cori[5]

#### Penny Lane
- George Martin: pianoforte
- David Mason: tromba
- Freddy Clayton: tromba
- Bert Courtley: tromba
- Duncan Campbell: tromba
- Leon Calvert: tromba, flicorno
- Ray Swinfield: flauto traverso, ottavino
- P. Goody: flauto traverso, ottavino
- Manny Winters: flauto traverso
- Dennis Walton: flauto traverso
- Dick Morgan: oboe, corno inglese
- Mike Winfield: oboe, corno inglese
- Frank Clarke: contrabbasso[6]

#### Lady Madonna
- Ronnie Scott: sax tenore
- Bill Powey: sax tenore
- Harry Klein: sax baritono
- Bill Jackman: sax baritono[7]

#### Ob-La-Di, Ob-La-Da
- Musicisti non accreditati: tre sassofoni[8]

#### Yesterday
- Sidney Sax: violino
- Kenneth Essex: viola
- Francisco Gabarro: violoncello

Realizzata dal solo Paul McCartney, senza Starr, Harrison e John Lennon.

#### Here Comes The Sun
- Musicisti non accreditati: 4 viole, 4 violoncelli, 2 clarinetti, 2 flauti contralti, 2 ottavini, un contrabbasso

Registrata senza Lennon.

#### Get Back
- Billy Preston: piano elettrico

#### Let It Be
- Billy Preston: organo, piano elettrico
- Linda Eastman: cori
- Musicisti non accreditati: 4 violoncelli, 2 trombe, 2 tromboni, un sax tenore[11]